# Estadio Centenario (Cuernavaca)
Estadio Centenario – stadion piłkarski w meksykańskim mieście Cuernavaca, w stanie Morelos. Obiekt może pomieścić 14 500 widzów. 
Stadion, którego budowę rozpoczęto w 1967 roku, miał w założeniu pełnić rolę gospodarza lokalnych olimpiad młodzieżowych i meczów piłkarskich okolicznych drużyn. Uroczysta inauguracja nastąpiła 17 kwietnia 1969 roku, w setną rocznicę powstania stanu Morelos, stąd nazwa obiektu – "Centenario" ("Stulecie"). Wcześniej na jego miejscu znajdowała się arena Estadio de Buena Vista, na której w latach 50. swoje spotkania rozgrywała pierwszoligowa drużyna CD Marte. Przez następne dziesięciolecia na Centenario domowe spotkania rozgrywały różne ekipy z Morelos, niemal wyłącznie z drugiej ligi, takie jak CF Cuernavaca (1971–1973), Club Morelos (1976–1979), Atlético Cuernavaca (1991–1994), CD Marte (1992–2001), CD Zacatepec (2004 i 2013–2014), Pumas Morelos (2006–2013) czy Ballenas Galeana (2013–2014). W 2009 roku stadion przeszedł gruntowną renowację, związaną z powiększeniem liczby miejsc i odnowieniem sztucznego oświetlenia. 
Obiekt znajduje się na terenie kompleksu sportowego Unidad Deportiva Centenario, położonego w północnej części Cuernavacy, w którego skład wchodzą między innymi bieżnia lekkoatletyczna, sala gimnastyczna, centrum medycyny sportowej oraz boiska do baseballu, koszykówki i siatkówki. Odbywają się na nim zawody i wydarzenia sportowe w wielu dyscyplinach na szczeblu lokalnym. Właścicielem areny jest rząd stanu Morelos.